# ChiPitts

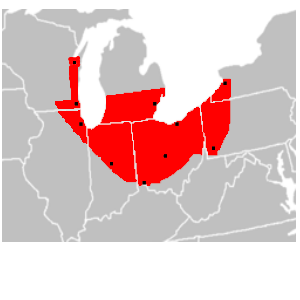
Mégalopole ChiPitts en rouge avec les points noirs représentant la position des villes principales

ChiPitts est le nom d'une possible mégalopole en formation dans la région du Midwest des États-Unis, entre Chicago et Pittsburgh. Cette tendance a été décrite en 1961 par le géographe Jean Gottmann dans son livre Megalopolis.

## Description
La population de cette région est estimée, en 2006, à plus de 30 millions d'habitants, en incluant les populations hors des régions métropolitaines. Certains auteurs amalgament à cette mégalopole la portion sud-ouest du corridor Québec-Windsor, en Ontario au Canada, pour ainsi porter la population à 54 millions d'habitants car la ville de Windsor, banlieue directe de Détroit au Michigan, fait partie d'un ensemble de villes qui se succèdent jusqu'à Clarington dans la nouvelle banlieue Est de Toronto, en passant par les grandes villes de Chatham-Kent, London, Kitchener, Saint Catharines et Niagara Falls très proches de Buffalo dans l'État de New York.

## Villes principales
Les villes principales de ChiPitts comptent, entre autres :
- Chicago (Illinois)
- Toronto (Ontario)
- Détroit (Michigan)
- Cleveland (Ohio)
- Columbus (Ohio)
- Cincinnati (Ohio)
- Indianapolis (Indiana)
- Milwaukee (Wisconsin)
- Madison (Wisconsin)
- Pittsburgh (Pennsylvanie)

## Corridor environnant
Les villes canadiennes importantes du corridor Québec-Windsor qui sont en bordure de ChiPitts dans le sud-ouest de l'Ontario :
- London
- Hamilton
- Mississauga
- Toronto
- Windsor